# ジェームズ・トムソン (工学者)
ジェームズ・トムソン（James Thomson, 1822年2月16日 - 1892年5月8日）は、イギリスの工学者・物理学者で、ウィリアム・トムソン（ケルヴィン卿）の兄である。

## 生涯
ベルファストで生まれ、青春期の多くをグラスゴーで過ごした。父で同名のジェームズは、1832年からグラスゴー大学で数学の教授をしていた。若い時からグラスゴー大学に通い、10代後半の1839年に極めて優秀な成績で卒業した。卒業後、グラスゴーで20代の間、いくつかの分野の実践的な技術者の元で短期間の見習いをし、弟と協力して理論的で数学的な工学の研究にかなりの時間を使った。20代後半に、水の輸送についての特別な専門知識を持ったプロの技術者として個人営業を始めた。30代前半の1855年に、クイーンズ大学ベルファストの土木工学の教授に就任した。1873年にウィリアム・ランキンの後任としてグラスゴー大学の土木・機械工学の欽定講座担任教授に就任し、1889年に視力の衰えのために退任した。
1887年6月に王立協会フェローに選出された。
1884年から1886年まで、スコットランド工学造船学会の会長を務めた。1892年にグラスゴーで亡くなった。

## 業績
彼は、水車、揚水ポンプ、タービンの改善に関する業績で知られている。また、復氷（圧力により水の氷点が下がる現象）の分析や、ジェームス・デイビット・フォーブスの業績を発展させた氷河の移動を含む雪氷学の研究でも知られる。同僚のトーマス・アンドリューズの物体の液相と気相の連続性に関する実験について研究し、熱力学についての深い知識を適用することで、その理解を強化した。彼は、固相-液相の相境界についてのクラペイロン方程式の簡略化された形式を導出した。川の流体力学の分野でも貢献した。「トルク」という用語が、1884年にトムソンによって初めて英語の科学文献にもたらされたとされている。

## 文献
ジェームス・トムソンの物理学と工学の発表された主要な研究論文は、彼の死後、500ページの論文集として再発行された。論文集はオンラインで入手可能で（下記参照）、80ページの長い伝記と簡潔な10ページの伝記で始まる。この論文集でトムソンはradian（ラジアン）、interface（インターフェース）、apocentric（遠点）という用語を英語で初めて使用している。他にもいくつかの新語が使われているが、それらは生き残らなかった。